# 인연 (1995년 드라마)
《인연》은 MBC에서 1995년 8월 25일에 방영된 베스트극장이다. 살아온 환경이 전혀 다른 두 남녀간의 삶과 인연적 사랑을 그렸다.

## 줄거리
비디오 영화감독 박기준과 중소 재벌가 회장의 아내 민지완은 한날 한시에 각각 어머니와 남편의 장례를 치른다. 장례비를 마련할 길 없어 강가에 어머니의 뼛가루를 뿌리는 기준에 비해, 상류사회 인사들의 애도 속에 거행되는 호화로운 지완의 남편 장례식. 그런 두 사람은 사랑하는 사람을 잃고 방황한다. 그리고 두세 차례 우연히 만남을 통해 서로가 인상 깊게 각인되었는데 출국 비행기 안에서 또 한번의 우연한 만남으로 새로운 사랑을 되찾는다.

## 등장 인물
- 이혜숙 : 민지완 역
- 이효정 : 박기준 역
- 남성훈
- 임채무
- 조형기
- 김승욱
- 박영태
- 오승명